# تجربة الاقتراب من الموت

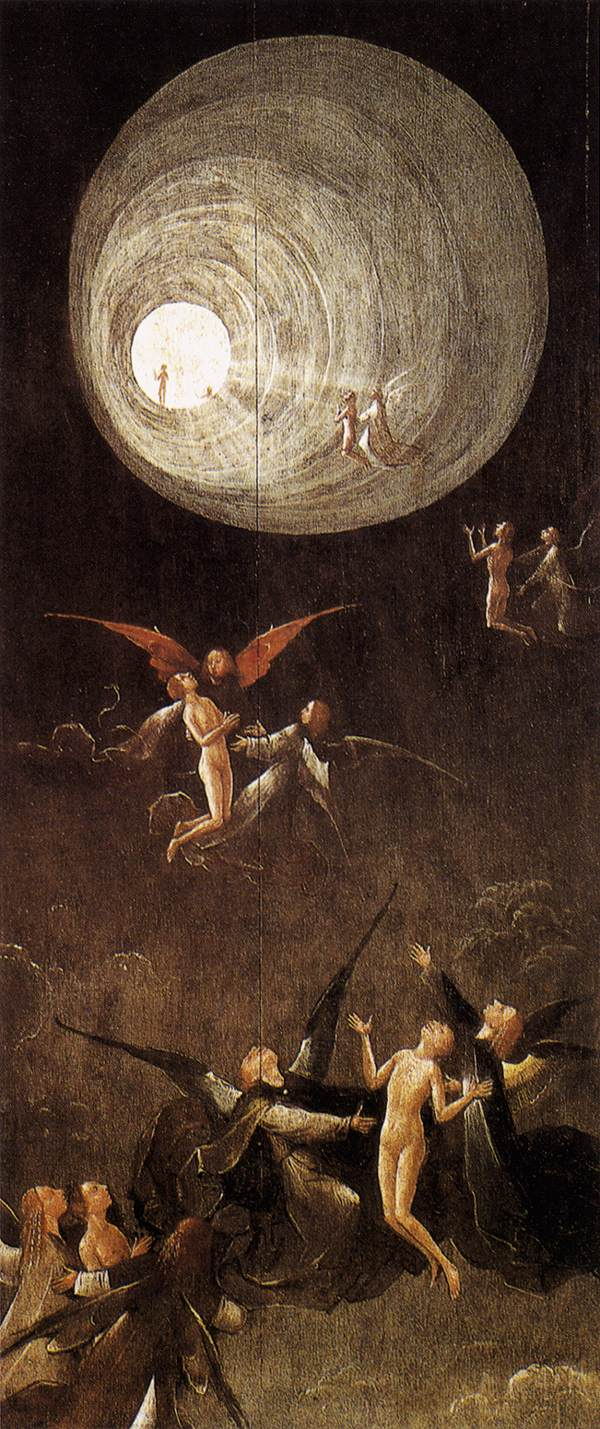
لوحة بعنوان "صعود المباركين" توضح رؤية النفق الذي يعد المشهد الأكثر شيوعاً في وصف تجربة الاقتراب من الموت

تجربة الاقتراب من الموت (بالإنجليزية: Near death experience)‏ هي ظاهرة نادرة الحدوث. تتلخص ماهيتها في أنَّ البعض ممن تعرضوا لحوادث كادت تودي بحياتهم قد مرّوا بأحداث وأماكن مختلفة منهم من وصفها بالطيبة والجميلة ومنهم من وصفها بالشر والعذاب. من أكثر التشابهات التي رويت في تلك الحوادث مرور الشخص بنفق إما أبيض أو مظلم حتى يصل إلى نور أبيض. لا يوجد تفسير علمي للظاهرة ولكن بعض العلماء حاول تفسيرها على أنَّ العقل الباطن هو من يفتعل تلك الأحداث وتلك الأماكن لتسهيل عملية الموت.
ما يحدث في النمط التقليدي لتجارب الاقتراب من الموت، بعملية خروج للجسد الأثيري من الجسم الفيزيائي، بعد ذلك تبدأ عملية اجتياز لنفق مظلم في نهايته نورٌ ساطع، ويخّيل لصاحبه أنَّه في الجنة حيث يلتقي بأحبائه من الموتى؛ فيرغب في البقاء كارهاً العودة إلى جسمه المادي، لكنه يسمع صوتاً ما؛ أو يخبره أحد أحباؤه الموتى أن عليه العودة؛ وأنَّ ساعته لم تحن بعد، أو لا يزال هناك الكثير من المهام التي يجب عليه القيام بها.
قد تخرج بعض التجارب عن النمط المعهود، ولكن طبقاً للاستفتاء الذي قام به جورج كالوب
(بالإنجليزية: George Gallup)‏ في أمريكا، فإنَّ نسبة تسعة من عشرة أقرّوا بعبورهم مثل هذا النفق.

## نظريات وفرضيات
من الأمور التي فُهمت بشكل خاطئ، عند بعض الباحثين وأصحاب التجارب أنفسهم هو أنَّ ما يحدث من خروج أثناء التجربة هو خروج للروح أو النفس، والحقيقة كما قلنا؛ إنَّما هي عملية انفصال مؤقت وغير تام، تسنح للنفس أثناء هذا الانفصال، أن ترى نوعاً من الرؤى والمشاهدات الروحية لجوانب من العالم الآخر، لكن ليس كما تصور البعض من أنَّ هذه الرؤى هي حقيقة الموت، لوجود القوانين الإلهية التي تحكم هذا النوع من الرؤى.
قد تشترك هذه الرؤى مع الموت في بعض الأمور كالنمطية المتكررة في عملية خروج الجسد الأثير واجتياز النفق المظلم واستعراض الإنسان لحياته الدنيوية بكل تفاصيلها، فبالرغم من اختلاف الثقافات والديانات؛ فإنَّ هذه الظاهرة تحدث في نمطية تكاد تكون متشابهة، وما ذلك إلا لأن طبيعة وقوانين العلاقة بين النفس والجسم في الإنسان؛ وأنَّ حالة انقطاع العلائق بسبب الموت أو غيره تكاد تكون واحدة.

### إدراك للجانب الرُّوحي للوجود
يُعرِّف الدكتور بيم فان لوميل Pim van Lommel تجربة الاقتراب من الموت بقوله:
"لقد أفاد بعض الناس الذين نجوا من أزمة هدَّدت حياتهم، عن تجربة استثنائية وهي تجربة الاقتراب من الموت، ويزداد عدد هذه التجارب للتقدم الحاصل في التقنية المتطورة للإنعاش. إنَّ ما تضمنته هذه التجارب وتأثيرها على المرضى يبدو متشابها في جميع أنحاء العالم، وفي جميع الثقافات والأزمنة. وإنَّ الطبيعة الموضوعية وغياب الصورة التي تشير إلى حالة من الثقافة الفردية والعناصر والعوامل الدينية تُحدد المفردات اللُّغوية المستخدمة لوصف وترجمة هذه التجربة.
ويمكن تعريفها على أنَّها: تقرير للذاكرة عن انطباعات كاملة أثناء حالة من الوعي، تتضمن عدداً من العناصر الخاصة: كتجربة الخروج من الجسد، مشاعر البهجة، رؤية النفق والنور ولقاء الموتى من الأقارب، أو استعراضاً للحياة.
لقد وُصفت العديد من الحالات أثناء الحالات التي حدثت فيها هذه التجارب كالسكتة القلبية، وحدوث الموت السريري، الإغماء بعد فقدان كمية كبيرة من الدماء، أو الأذى الحاصل أثناء الجراحة الدماغية، والنزيف الدماغي، وفي حالات الغرق، والاختناق، وكذلك في عدد من الأمراض الخطرة والتي لا تسبب تهديداً مباشراً على الحياة." 
إنَّ أول ما لفت انتباه الدكتور لوميل هو الطابع الموضوعي لهذه التجارب، وتضمنها لعناصر ثابتة معينة تجاوزت حالة الهوية والثقافة الفردية والعوامل الدينية وأصبحت في نمطية تكاد تكون واحدة في جميع التجارب لمختلف الثقافات والأديان.
وهذا يؤكد أن هذه التجارب نوع من القابلية الموجودة في النفس الإنسانية، يمكن حدوثها في ظروف خاصة كعمل وظيفي للدماغ، ولا يمكن اعتبارها ناجمة عن خلل وظيفي للدماغ ولكن هذه الآلية الخاصة بالدماغ تُعبِّر عن الطبيعة الواحدة للموت التي تحدث في الدماغ عند كل البشر، بغض النظر عن أديانهم وأعراقهم وثقافاتهم، كما تؤكد أيضًا أنَّ طبيعة الانفصال بين الروح والجسم المادي؛ هي واحدة برغم كل تلك الاختلافات.
إن هذه القابلية هي كغيرها من القابليات الموجودة في النفس الإنسانية، مثل: قابلية البشر على الأحلام والتعلم، وفي الجانب الروحي فهي تشبه القابلية على التخاطر عن بُعد، أو تحريك الأشياء أو الادراكات الحسية الفائقة، إلى الكثير من القابليات التي يمكن استظهارها ضمن رياضات خاصة، أو تأتي كموهبة ليس لصاحبها دخل في وجودها ايدكار كايس (بالإنجليزية: Edgar Cayce)‏ (الذي ادعى القدرة على قراءة الأفكار والمستقبل عقب دخوله في مرحلة شبيهة بالنوم)، ويعتقد أنها قابلية فطرية للموت عند الإنسان.
كذلك يتوهَّم الإنسان أثناء التجربة أن ما حدث له هو الموت الذي كان يخافه وليس هناك سبيل للعودة، لكن البعض يراها على أنها الحقيقة كما يعلمها الله وأنَّه ليس بميت وله عودة إلى جسمه الفيزيائي فلم يرَ من الموت إلا بعض حالاته، كما حدث لكثير من أصحاب هذه الرؤى، الذين لم يكونوا من الناس المتدينين أو من المؤمنين بوجود عالم أو حياة بعد الموت، فتحولوا إلى أناس متدينين يعملون لأجل الله ويتجردون من كثير من الأمور الدنيوية ويصبحون أناساً روحيِّين يدركون حقيقة وجودهم ولا ينظرون إلى الغلاف الخارجي لأرواحهم.
أيضاً حاولتُ في هذه التجارب؛ التأكيد على الثنائية الخاصة بالإنسان وتكوُّنه من عنصرين، أحدهما الجسد والآخر هو الروح. فقد يختلي شخصٌ ما بنفسه ويحاول مناقشة فكرة الثنائية الموجودة وربَّما يصل إلى قناعة أو تصور إلى أنه كائن آخر غير هذا الجسم الظاهري، لكنَّه سرعانما يعود إلى ذلك الوهم الخاطئ من أنَّه هو ذلك البدن الذي يراه، حال عودته إلى الناس وانغماسه في مشاغله الدنيوية، لكنَّ ما حصل لهؤلاء الذين مرّوا بتجربة اقتراب من الموت عندما عايشوا هذه الظاهرة، أخذوا ينتظرون اليوم الذي يستعيدون فيه الجوهر الرُّوحي.
مثل هذه الرؤى تحدَّث عنها الكثير من الفلاسفة والعارفين الذين أيقنوا أنهم غير ذلك البدن الظاهري، كمقولة الفيلسوف اليوناني (أفلوطين)، في كتابه "التاسوعات"، الذي يعود الفضل في تجميعه والحفاظ عليه من الضياع لتلميذه فرفريوس.

## كيفية حدوث التجربة
وفقاً لأكثر الدراسات التي قام بها باحثون من علماء وفلاسفة وأطباء؛ فإنَّ أكثر الظروف ملائمة لحدوث مثل هذه التجربة تتضمن حدوث أعراض وحالات مرضية خطيرة كالإصابة بالسكتة القلبية، أو بجروح تنجم عن حوادث سير، أو سقوط من مكان شاهق، أو غرق، وغيرها الكثير من الحالات الأخرى التي يكون فيها صاحب التجربة على مقربة من الموت، أو أثناء العمليات الجراحية والقيصرية للنساء، وفي حالات أخرى بسبب تناول عقار ما؛ له تأثير مباشر على القلب.
إنَّ أكثر أسباب هذه التجارب تردُّداً هو حالة السكتة القلبية، كما أشار الطبيب الهولندي والأخصائي بالأمراض القلبية في مشفى ريجنستيت (بيم فان لوميل Pim van Lommel) في بحث علمي عن هذه التجارب وعلاقته معها بحكم عمله كطبيب مختص بالأمراض القلبية.
بعد عدة سنوات، وفي عام 1976، وصف ريموند مودي (بالإنجليزية: Raymond Moody)‏ لأول ما يسمى بتجارب الاقتراب من الموت، كما ألَّف جورج ريتشي كتاب «العودة من الغد» (بالإنجليزية: Return from Tomorrow)‏ حيث تحدَّث فيه عن ما حدث له من تجربة خلال موت سريري دام ستة دقائق، سنة 1943 عندما كان طالباً في دراسة الطب.
طُرِحَت العديد من النظريات حول طبيعة تجارب الاقتراب من الموت، واعتقد البعض أنَّ سبب هذه التجارب هو التغيُّر الحاصل في فسيولوجية الدماغ كموت خلايا الدماغ، وربَّما بسبب إفراز مادة الإندورفين، في حين تضمنت بعض النظريات الأخرى رد الفعل النفسي الذي يحدث للإنسان عند اقترابه من الموت، أو حالة اقتران بين رد الفعل النفسي والنقص الحاصل في الأوكسجين.
لكن حتى الآن، لا توجد أية دراسة علمية دقيقة ومقنعة تفسر لنا سبب ومضمون هذه التجارب، فجميع الدراسات مهتمة بعمليّة استعراض الماضي في هذه التجارب، وتعتمد على عملية انتقاء المرضى.

## دراسات الاقتراب من الموت
في سنة 1998؛ قام بيم فان لوميل بدراسة لحالة 344 مريضاً نجوا من السكتة القلبية بصورة متعاقبة، في عشرة مشافي هولندية متحرِّياً بذلك حالة التكرارية وسبب تجارب الاقتراب من الموت وما تضمنته هذه التجارب أيضاً.
عند سؤالهم فيما إذا كانوا يتذكرون فترة الوعي أثناء موتهم السريري وما الذي يتذكرونه، وبعد توثيق ما أفاد به هؤلاء المرضى كانت النتائج كالآتي:
أفاد 62 مريضاً؛ أي نسبة (18%)؛ بأنَّهم يتذكرون الفترة التي كانوا فيها في حالة الموت السريري، في حين أقرّ 41 مريضاً؛ أي نسبة (12%)؛ بأنَّهم يتذكرون أموراً ما أثناء فترة موتهم السريري، وأفاد 21 مريضاً؛ ما نسبته (6%)؛ أنَّه قد حصلت معهم تجارب غير جوهرية أثناء تلك الفترة، كما أفاد 23 مريضا؛ نسبة (7%)؛ بأنَّهم قد حدثت معهم تجارب جوهرية، في حين لم يتذكر 282 مريضاً؛ أي ما نسبته (82%) من هؤلاء المرضى؛ أي شيء أثناء تلك الفترة.
وفي دراسة أمريكية أُجريت على 116 مريضاً نجوا من السكتة القلبية، أفاد 11 مريض أي ما نسبته (10%) بأنَّهم قد حدثت لهم تجارب اقتراب من الموت، ولم تذكر هذه الدراسة عدد المرضى الذين حدثت لهم تجارب اقتراب سطحية.
وفي دراسة بريطانية أُجريت أيضاً على نفس النوع من المرضى، بلغ عددهم 63 مريضاً قد نجوا من خطر السكتة القلبية، أفاد أربعة منهم، أي ما نسبته (6.3%) منهم فقط بحدوث تجارب اقتراب جوهرية، وأفاد 3 منهم، أي ما نسبته (4.8%) بحدوث تجارب غير عميقة، في حين تحدَّث سبعة منهم أي ما بلغت نسبته (11%) عن ذكريات حدثت لهم أثناء السكتة القلبية.
وفي دراسة لـ بيم فان لوميل والتي أجراها على 50 مريضاً حدثت لهم تجارب اقتراب من الموت، أفادوا عن إدراكهم لأنفسهم وهم في حالة الموت، وأفاد 30% منهم عن مسيرهم خلال نفق ورؤيتهم لمشاهد سماوية أو أنَّهم قد التقوا بأقاربهم الموتى، كما أفاد 25 منهم عن تجاربهم في الخروج من الجسد وأنَّهم قد تخاطروا مع النور أو أنَّهم قد رؤوا ألوانًا، وقال 13% منهم أنَّهم قد رؤوا استعراضاً لحياتهم.
إنَّ الرأي السائد الذي يتَّفق عليه جميع الباحثين المؤمنين تقريباً بظاهرة تجارب الاقتراب من الموت، على أنَّها ولوج إلى عالم من الوعي الإنساني ندخله جميعاً بعد أنْ نغادر العالم المادي في حالة الموت، كما أنَّه العالم الذي ندخله عندما نكون في حالة اللاوعي ونعود إليه للاستكشاف كما يحدث أثناء النوم. من الناحية الطبيعية لا يستطيع البشر الأحياء مغادرة العالم المادي للاستكشاف، إنَّهم يستطيعون فقط تعلم التركيز على ما وراءه.

## نقاط خلاف
يقول بعض المشكِّكين في صدق هذه التجارب، أنَّ الأمر لا يعدوا أنْ يكون هلوسة أو أضغاث أحلام، وقد تصدى لهم الكثير من الباحثين والعلماء، ولكنَّ المثير للاهتمام في هذه التجربة هو أنَّها تكاد تكون متشابهة في جميع أنحاء العالم ومن ديانات وثقافات مختلفة وتحدث للرجال والنساء والأطفال. والمثير للاهتمام أنَّ المكفوفين يستطيعون الرؤيا في هذه التجارب. ونشير إلى أنَّ تكرار التجربة يعطيها مصداقية في المجتمع العلمي.